# Crucifix de la Santa Creu
El crucifix de Santa Creu de Donatello és una escultura conservada a la capella de Varni di Bernio a la part esquerra del creuer de la Basílica de la Santa Creu a Florència, atribuïda cap als anys 1406-1408. És en fusta policromada i amb unes mides 168x173 cm.

## Història
Segons el testimoni de Vasari a Le Vite aquest treball, va ser durament criticat per Filippo Brunelleschi, dient a Donatello, que havia posat a la creu un camperol, pel realisme tan exagerat que l'havia donat al cos de Crist. Donatello el va desafiar perquè fes un de millor. Brunelleschi va esculpir en resposta la solemne Crucifixió de Santa Maria Novella.
Avui dia els historiadors de l'art tendeixen a negar la història, i daten les dues obres en una dotzena d'anys de distància l'un de l'altre. El de Donatello que es reconeix realitzat abans, està datat al voltant de 1406-1408.
- La história de Vasari:

| «                                                                               | ... va fer un Crucifix de fusta, que, quan ho va haver acabat, ho va mostrar a Brunelleschi, molt amic seu, per saber la seva opinió. Aquest, que per les paraules de Donatello esperava de veure alguna cosa molt millor, en mirar-ho es va somriure. I Donato li va pregar, per l'amistat que entre ells hi havia, que li digués el seu parer. Pel que Filippo, que era molt liberal, va replicar que li semblava que havia posat en la Creu a un camperol i no un cos semblant a Jesucrist, que era més delicat i a totes les seves parts el més perfecte de forma humana mai creada. | » |
| — Vasari. Le Vite de'più eccellenti pittori, scultori, ed architettori.Part III | |   |

Donatello davant aquesta cruel crítica va invitar Filippo Brunelleschi a produir un treball millor que el seu. Davant el crucifix realitzat pel seu amic, Donato va ser lleial i va admetre que havia estat vençut.

## Informació general i estil
La comparació entre els dos crucifixos és exemplar per demostrar la diferències personals entre els dos pares del Renaixement florentí, que malgrat la coincidència de propòsits personals, tenen concepcions molt diferents de l'art.
El Crist de Donatello es construeix fent insistència al sofriment i la veritat del subjecte humà, potser en correspondència amb les exigències dels clients franciscans, sempre interessats que la figura fos patètica per arribar més al poble, fent-los participar en la compassió davant el sofriment de Jesús, aquest treball podria haver estat encarregat per a les cerimònies de Setmana Santa.
El cos es presenta patint amb el model energètic i vibrant, que no fa cap concessió a la comoditat ni a l'estètica; l'agonia la destaca, per les característiques del contracte, amb la boca oberta, els ulls parcialment oberts, i l'esquinç de la composició del cos.
Donatello amb aquest treball sembla argumentar en contra de l'elegància hel·lènica apresa de Ghiberti, però amb la bona composició harmoniosa i matemàtica de Brunelleschi. De fet, la crucifixió de Crist de Brunelleschi, s'estableix en correspondència amb un estudi de proporcionalitat i una solemne serietat.